# Williams Glacier (glaciär i Antarktis, lat -78,10, long 162,30)
Williams Glacier är en glaciär i Antarktis. Den ligger i Östantarktis. Nya Zeeland gör anspråk på området. Williams Glacier ligger 2 837 meter över havet.
Terrängen runt Williams Glacier är kuperad västerut, men österut är den bergig. Trakten är obefolkad. Det finns inga samhällen i närheten. 